# Alfonso Guerra González
Alfonso Guerra González (Sevilla, 1940) és un polític espanyol, pertanyent al PSOE, que va formar part del govern d'aquest partit quan era presidit per Felipe González.

## Biografia
Va néixer el 31 de maig de 1940 a la ciutat de Sevilla, en una família humil i nombrosa. El seu pare, Julio Guerra Apresas, era militar. És llicenciat en filologia hispànica, a més, d'enginyer tècnic industrial.

### Activitat política
Militant des de jove, durant la clandestinitat, del Partit Socialista Obrer Espanyol (PSOE), el 1970 va entrar a formar part de la comissió executiva del partit. En aquells temps, la seva imatge personal era la d'un jove prim i amb el cabell llarg, aspecte habitual dels universitaris progressistes. Va ser secretari de premsa del partit des de 1975 i el responsable de l'organització del 27è Congrés del PSOE, durant el qual va ser escollit secretari d'organització. Més endavant va esdevenir vicesecretari general del partit.
En les eleccions generals espanyoles de 1977 fou escollit diputat al Congrés. La seva intervenció en la redacció de la Constitució Espanyola de 1978, al costat de Fernando Abril Martorell, fou fonamental per la consecució consensuada i la seva posterior aprovació. El desembre de 1982 fou nomenat vicepresident del Govern espanyol per part de Felipe González. El 1982 el PSOE va assolir una ampla majoria absoluta (202 diputats del Congrés d'un total de 350) en les eleccions generals espanyoles. Aquesta victòria es va deure a diversos factors: la crisi interna del partit governamental (UCD, de centredreta), la dolenta conjuntura econòmica amb les seqüeles d'atur i malestar social, i la bona organització (assoliment d'Alfonso Guerra) i lideratge (Felipe González) del PSOE. A més, Guerra es caracteritzava pel sarcasme i la ironia que emprava en els actes públics en els quals intervenia.

### El cas Guerra
L'any 1991 abandonà la vicepresidència del govern per les pressions exercides sobre ell per uns suposats usos fraudulents dels seus privilegis com a membre del govern exercits per part del seu germà Juan Guerra.
L'anomenat «Cas Guerra» fou un cas de corrupció que va implicar Juan Guerra, germà del vicepresident del Govern espanyol Alfonso Guerra. Aquest havia passat de ser operari en la fàbrica sevillana de Santa Bàrbara, i venedor d'enciclopèdies i de cobrar un subsidi d'atur de 28.023 pessetes a obtenir enormes ingressos. Al final de 1989 Juan Guerra va ser contractat pel PSOE per a treballar en un despatx oficial de la Delegació del Govern a Andalusia en qualitat d'assistent del seu germà, amb un sou de 129.370 pessetes al mes. Realment, però, el despatx era utilitzat per a activitats diferents a les assignades, el que li va valer a Juan Guerra ser acusat i jutjat pels delictes de suborn, frau fiscal, tràfic d'influències, prevaricació, malversació de fons i usurpació de funcions, gràcies als documents facilitats per Ángeles López Rubio, exdona de Juan Guerra i farta de rebre les seves pallisses.
Finalment, l'any 1995, Juan Guerra només va ser condemnat per un delicte fiscal. Ell i el seu soci Juan José Arenas van ser condemnats a dues penes d'un any de presó per un frau fiscal de 253.637 euros comesos durant els anys 1988 i 1989 en la seva empresa Corral de la Parra. A més, ambdós van ser condemnats a pagar dues multes de 150.200 i 210.000 euros, respectivament.
El 14 de gener de 1991 Alfonso Guerra presentà la seva dimissió de vicepresident del govern, càrrec que fou eliminat del govern fins al 12 de març del mateix any, moment en el qual fou nomenat Narcís Serra. Retirat del Govern Espanyol, abandonà el 1997 els seus càrrecs dins la directiva del seu partit polític, retenint, però, la seva actat de diputat per la província de Sevilla.

## Obra escrita
Ha escrit dos llibres de memòries:
- 2005: Cuando el tiempo nos alcanza. Memorias 1940-1982. Madrid, Espasa.
- 2006: Dejando atrás los vientos. Memorias 1982-1991. Madrid, Espasa.

I dos llibres de teoria política:
- 1997: La democracia herida. Madrid, Espasa.
- 1998: Diccionario de la Izquierda. Madrid, Planeta.